# Serenata (film 1921)
Serenata (Serenade) è un film muto del 1921, prodotto e diretto da Raoul Walsh. Ambientato in Spagna, aveva come interpreti Miriam Cooper, George Walsh, Rosita Marstini, Bertram Grassby, Noble Johnson. 
La sceneggiatura di James T. O'Donohoe si basa su María del Carmen, una commedia di José Felín y Codina di cui non si conosce la data di pubblicazione.

## Trama
In Spagna, la bella María è innamorata di Pancho, il figlio del governatore di Magdalena. Un giorno, però, la città viene assaltata e presa dai briganti di Ramírez; il governatore viene deposto e sostituito da don Domingo Maticas. Ramón, il figlio del nuovo governatore, quando la vede, si invaghisce di Maria ma lei, benché sua madre veda di buon occhio quella relazione, respinge il giovane. Ramón e Pancho, l'innamorato di Maria, entrambi gelosi l'uno dell'altro, finiscono per scontrarsi in un duello a conclusione del quale Ramón viene seriamente ferito. Per cercare di proteggere l'amato, Maria promette al vendicativo Ramón di sposarlo se risparmierà Pancho, ma lui non rispetta il patto, facendo arrestare il rivale. La città, intanto, è teatro di una contro rivoluzione: Pancho approfitta dei disordini per fuggire. Ritrovato Ramón, lo batte nuovamente a duello: dopo averlo disarmato, però, pur avendolo in suo potere, rinuncia a vendicarsi e gli risparmia la vita. Colpito dalla generosità del rivale, Ramón aiuta i due innamorati a fuggire verso la salvezza, sacrificando la sua stessa vita.

## Produzione
Raoul Walsh, per produrre il film che venne girato nei Brunton Studios di Hollywood, costituì la compagnia R.A. Walsh Productions. Le riprese durarono da fine marzo a fine maggio 1921.

## Distribuzione
Il copyright del film, richiesto dalla R. A. Walsh Productions, fu registrato l'11 ottobre 1921 con il numero LP17073.

Distribuito dalla Associated First National Pictures, il film uscì nelle sale degli Stati Uniti nell'agosto del 1921. In Giappone, fu distribuito il 14 marzo 1924.
Non si conoscono copie ancora esistenti della pellicola che viene considerata presumibilmente perduta.